# 報土院 (越谷市)
報土院（ほうどいん）は、埼玉県越谷市にある浄土宗の寺院。

## 歴史
創建年代は不明である。1582年（天正10年）寂の聞秀善教が開山したとも、中興したともいわれている。
元禄年間（1688年 - 1704年）の火災で詳細な記録を失っている。同市越ヶ谷の天嶽寺の寄宿舎のような施設であったといわれている。他にも本堂が所属宗派の浄土宗の形式ではなく、なぜか真言宗の形式になっている。
これまで無住（住職不在）だったり、他寺との兼任であることが多かったが、1922年（大正11年）以降に、ようやく専任の住職が赴任するようになった。

## 交通アクセス
- 南越谷駅・新越谷駅より徒歩17分。